# Lucien Aimar
Lucien Aimar (Hyères, 28 de abril de 1941) es un exciclista francés, profesional entre los años 1965 y 1973, apodado El astuto.

## Carrera amateur
Aimar fue un brillante ciclista francés en la categoría amateur, llegando a formar parte del equipo olímpico que acudió a los Juegos de Tokio 1964.
Dos meses más tarde, terminó en 2.ª posición en el Tour del Porvenir, a 42 segundos del italiano Felice Gimondi, tras sufrir una penalización de un minuto por un altercado con un corredor belga.

## Carrera profesional
Saltó a la profesionalidad en 1965 en las filas del equipo Ford-Gitane, al cual pertenecía Jacques Anquetil y que estaba dirigido por Raphaël Géminiani. En su debut en el Tour de Francia se vio obligado a abandonar como consecuencia de una caída.
En 1966, comenzó la temporada con algunos triunfos en carreras de un día y una 2.ª plaza en la Flecha Valona, pero este año estuvo marcado sobre todo por su victoria en el Tour de Francia, gracias a dos escapadas en las etapas del Aubisque y Turín y a la ayuda de Anquetil.
En 1967 participó en el Giro de Italia como gregario de Anquetil y finalizó en la 7.ª posición de la clasificación general. Acudió al Tour de Francia como líder del equipo nacional francés, y tras lograr un triunfo de etapa, terminó en 6.º lugar de la general. Tras el Tour, terminó 2.º en el Campeonato de Francia de fondo en carretera.
Al año siguiente acudió a la Vuelta ciclista a España, en la cual triunfó Gimondi y Aimar solo pudo ser 9.º. No pudo repetir el triunfo de etapa de la edición del año anterior, alcanzando sólo un segundo puesto de etapa en el Tour y finalizando en 7.º lugar en la general. Aquel año sí logró vencer en el Campeonato de Francia.
1969 fue un año complicado para Aimar, en el cual arrastró una gran baja forma durante toda la temporada, lo cual se reflejó en una pobre actuación en el Tour de Francia. Además, fue suspendido durante un mes por dopaje, lo cual le impidió participar en la Vuelta a España.
Tras una reestructuración del equipo Bic, con la llegada de Luis Ocaña entre otros, Aimar cambió de equipo y recuperó parte de su buena forma pasada, aunque no llegó a conseguir ningún triunfo destacado. Terminó 2.º en la clásica Burdeos-París y 9.º en el Tour de Francia, donde el belga Lucien Van Impe fue el que se erigió como líder del equipo Sonolor Lejeune.
En 1971, ya sin ser el jefe de filas del equipo, Aimar volvió a terminar 9.º en el Tour gracias a una escapada. Durante los dos últimos años de su carrera no logró ningún éxito de renombre más para su palmarés, aunque sí participó en las ediciones del Tour de Francia de 1972 y 1973, completando así 9 participaciones en la ronda gala, en las que terminó la carrera en todas menos en la edición de 1965.

## Palmarés
1963
- Ruta de Francia, más 1 etapa
- 1 etapa del Tour del Porvenir

1966
- Tour de Francia, más 1 etapa
- Génova-Niza

1967
- Cuatro días de Dunkerque
- 1 etapa del Tour de Francia
- 2.º en el Campeonato de Francia en Ruta

1968
- Campeonato de Francia en Ruta

1970
- 1 etapa del Midi Libre
- Trofeo de los Escaladores

1973
- 1 etapa de los Cuatro Días de Dunkerque

## Resultados en Grandes Vueltas
Durante su carrera deportiva consiguió los siguientes puestos en las Grandes Vueltas:
| Carrera         | 1963 | 1964 | 1965 | 1966 | 1967 | 1968 | 1969 | 1970 | 1971 | 1972 | 1973 |
| --------------- | ---- | ---- | ---- | ---- | ---- | ---- | ---- | ---- | ---- | ---- | ---- |
| Giro de Italia  | -    | -    | -    | -    | 7.º  | -    | -    | -    | -    | -    | -    |
| Tour de Francia | -    | -    | Ab.  | 1.º  | 6.º  | 7.º  | 30.º | 17.º | 9.º  | 17.º | 17.º |
| Vuelta a España | -    | -    | 11.º | -    | -    | 9.º  | -    | -    | -    | -    | -    |
| Mundial en Ruta | -    | -    | -    | 9.º  | 42.º | 10.º | -    | -    | -    | -    | -    |